# Arthropeas americana
Arthropeas americana är en tvåvingeart som beskrevs av Friedrich Hermann Loew 1861. Arthropeas americana ingår i släktet Arthropeas och familjen vedflugor. Inga underarter finns listade.